# 乌蔹莓五加
乌蔹莓五加（学名：Eleutherococcus cissifolius）是五加科五加属的植物。分布在不丹、锡金、尼泊尔以及中国大陆的云南、西藏等地，生长于海拔2,500米至3,600米的地区，常生长在灌木丛林中。